# Житие Авраамия Ростовского
Житие Авраамия Ростовского — памятник средневековой русской агиографической литературы, созданный, скорее всего, не ранее XV века.
Житие посвящено св. Авраамию Ростовскому — легендарному основателю ростовского Авраамиева Богоявленского монастыря и является единственным источником сведений о святом. В отношении датировки описываемых в житии событий мнения учёных расходятся: Макарий Булгаков датировал его деятельность первыми десятилетиями христианства на Руси, В. О. Ключевский — 1073—1077 годами,, А. А. Титов — концом XI — началом XII веков,, а Е. Е. Голубинский и А. П. Кадлубовский отказываются считать Авраамия основателем Богоявленского монастыря (который впервые упоминается в Лаврентьевской летописи под 1261 годом) и рассматривают его как церковного деятеля XIV века (причём Голубинский отождествляет святого с игуменом Авраамием Низким, совершившим с митрополитом Пименом в 1385 году паломничество в Царьград). При этом в третьей редакции Жития Авраамия Ростовского указывается, что мощи Авраамия были обретены «во дни великаго князя Всеволода Юрьевича Владимирскаго внука Мономахова в лето 6683 октоврия в 27 день».
Многочисленные списки жития учёные делят на три редакции, которые разнятся при описании жизни Авраамия до его прихода в Ростов. В первой редакции (видимо, XV век) об этом периоде жизни святого вообще не говорится (Ключевский так характеризует эту версию: «не житие сколько-нибудь связное, а довольно неискусная сшивка общего очерка с двумя сказаниями» — об уничтожении ростовского идола Белеса и о борьбе святого с бесом. Есть две версии первой редакции: в одной из них есть список имён князей и епископов ростовских, в другой — видимо, более ранней — его нет. Уже в первой редакции много вполне литературных мотивов, что свидетельствует о его позднем происхождении. А. П. Кадлубовский выявил серьёзное влияние византийского Жития Авраамия Затворника, входящего в состав «Паренесиса» Ефрема Сирина и апокрифического Жития Иоанна Богослова. Л. А. Дмитриев писал, что рассказ о бесе, заключенном в рукомойник, заимствован из легенды об Иоанне Новгородском. Б. М. Соколов отметил перекличку Ж. Авраамия с былинами об Идолище Поганом.
Во второй редакции жития наличествует более рассказ о юных годах жизни святого: названо место его рождения (Чухлома) и пострижения (Валаам). Есть предположения о том, что на вторую редакцию повлияло Житие Авраамия Галичского; тогда время её появления — не раньше второй половины XVI века.
Третья редакция создана, судя по всему, также в XVI веке на основе второй. Здесь биография Авраамия ещё более полная: сообщается, что изначально он был язычником и носил имя Иверк, а после крещения получил имя Аверкий.
Е. Е. Голубинский пытался предложить иную версию взаимоотношения редакций: первоначальной он назвал вторую, а первую посчитал её проложным сокращением. Однако выводы Голубинского подвергнуты критике А. П. Кадлубовским.

## Издания
- Первая редакция:
Псковские летописи. СПб., 1860, вып. 1, С. 221—225.
Преподобный Авраамий архимандрит, ростовский чудотворец // Яросл. епарх. вед., 1874, ч. неофиц., № 45, с. 353—357.
Великие Минеи Четии, Октябрь, дни 19—31. СПб., 1880, стб. 2025—2032.
Титов А. А. Житие преподобного Авраамия Ростовского чудотворца: По рукописи XVII в. // Яросл. губ. вед. 1892, ч. неофиц., № 52, с. 2; № 53, с. 2
Титов А. А. Житие преподобного Авраамия Ростовского. (По поводу письма о нём иезуита И. М. Мартынова) // Христианин, 1908, № 8, с. 559—570).
Тихомиров М. Н. Описание Тихомировского собрания рукописей. М., 1968, с. 184—188; Повесть о водворении христианства в Ростове // Древнерусские предания (XI—XVI вв.). М., 1982, с. 130—134.
Повесть о водворении христианства в Ростове // Древнерусские предания (XI—XVI вв.). М., 1982, с. 130—134.
(по мотивам первой редакции жития) Памятники древнерусской церковно-учительной литературы / Под ред. А. И. Пономарева. СПб., 1896, вып. 2, ч. 1, с. 42—44.
- Вторая и третья редакции:
Макарий [Булгаков]. История русской церкви. 3-е изд. СПб., 1889, т. 1, с. 263—265 (отрывок)
Соколов М. И. Пространное житие преподобного Авраамия, ростовского чудотворца // Яросл. епарх. вед., 1890, ч. неофиц., № 14, стб. 213—222; № 15, стб. 225—239;
Соколов М. И. О редакциях жития св. Авраамия Ростовского // Тр. VIII Археол. съезда в Москве. М., 1895, т. 2, с. 238—240 (отрывок).